# Friedrich-Wilhelm Müller
Friedrich-Wilhelm Müller (* 29. August 1897 in Barmen; † 20. Mai 1947 in Chaidari bei Athen) war ein deutscher General der Infanterie während des Zweiten Weltkrieges und verurteilter Kriegsverbrecher.

## Leben
Müller trat 1914 als Kriegsfreiwilliger in das 1. Pommersches Grenadier-Regiment „König Friedrich Wilhelm IV.“ Nr. 2 ein. 1915 wurde er im Reserve-Infanterie-Regiment Nr. 266 zum Leutnant der Reserve befördert.
Nach dem Krieg trat er in die Schutzpolizei ein und wurde am 16. März 1936 als Major ins Heer übernommen. Müller wurde am 10. November 1938 zum Kommandeur des III. Bataillons des Infanterie-Regiments 105 ernannt und am 1. Mai 1939 zum Oberstleutnant befördert. Bei Beginn des Zweiten Weltkrieges bezog Müller mit seinem Bataillon (welches Ende September in die neu aufgestellte 72. Infanterie-Division eingegliedert wurde) Stellungen an der deutsch-französischen Grenze. Müller führte sein Bataillon im Frankreichfeldzug, in dem ihm beide Spangen zum Eisernen Kreuz verliehen wurden.
Am 1. Oktober 1940 wurde er zum Kommandeur des rheinisch-pfälzischen Infanterie-Regiments 105 ernannt. Im Januar 1941 kam er mit seinem Regiment im Verband der 72. Infanterie-Division als Lehrtruppe nach Rumänien, nahm im April 1941 am Balkanfeldzug teil und ab Juni 1941 im Verband der 11. Armee am Unternehmen Barbarossa. Für seine persönliche Leistung bei der Erzwingung des Übergangs über den südlichen Fluss Bug erhielt er am 22. September 1941 das Ritterkreuz des Eisernen Kreuzes. Am 1. Januar 1942 wurde Müller zum Oberst befördert mit einem Rangdienstalter 1. Oktober 1941. Für die Bereinigung der sowjetischen Landung bei Eupatoria auf der Krim im Januar 1942 wurde ihm am 8. April 1942 das Eichenlaub zum Ritterkreuz des Eisernen Kreuzes verliehen. Am 1. August 1942 wurde er zum Generalmajor ernannt und zugleich zum Kommandeur der 22. Infanterie-Division, die von der Krim nach Kreta verlegt wurde, wo sie bis zum September 1944 stationiert war. Er führte einen erbarmungslosen Terror ein und ließ hunderte Menschen erschießen, wenn diese auch nur im Verdacht standen, Partisanen zu sein. Er befahl auch die Erschießung zahlreicher Zivilisten als Vergeltung für erfolgreiche Operationen von Partisanen.
Am 1. April 1943 wurde Müller Generalleutnant. Mitte Februar 1944 gab er sein Kommando ab (an Generalmajor Heinrich Kreipe) und wurde in die Führerreserve versetzt.
Bereits vorher hatte der britische Geheimdienst geplant, ihn zu entführen, was dann mit seinem Nachfolger, Generalleutnant Heinrich Kreipe, im April 1944 tatsächlich geschah. Dabei wurden gezielt Spuren hinterlassen, die auf eine britische Kommandoaktion hindeuten sollten (was die Entführung ja auch war), um Repressalien gegen die Einwohner Kretas zu verhindern. Am 4. Mai 1944 wurde Müller mit der Führung des V. Armeekorps auf der Krim beauftragt, was aber nicht mehr zur Ausführung kam (die Schlacht um die Krim war de facto bereits verloren).
Am 2. Juni 1944 übernahm er kurzzeitig die Führung des LIX. Armeekorps an der Ostfront, wurde dann aber am 1. Juli 1944 zum General der Infanterie befördert und zum Kommandanten der Festung Kreta ernannt. Als Sühnemaßnahme nach der Entführung von Generalleutnant Kreipe unterzeichnete er den folgenden Befehl zur Zerstörung der Stadt Anogia und zur Hinrichtung der männlichen Einwohner:
„Da die Stadt Anogia ein Zentrum der englischen Spionagetätigkeit auf Kreta ist, da die Einwohner Anogias den Sabotageakt von Damasta ausgeführt haben, da die Partisanen verschiedener Widerstandsgruppen in Anogia Schutz und Unterschlupf finden und da die Entführer Generals Kreipe ihren Weg über Anogia genommen haben, wobei sie Anogia als Stützpunkt bei der Verbringung nutzten, befehlen wir, den Ort dem Erdboden gleichzumachen und jeden männlichen Einwohner Anogias hinzurichten, der innerhalb des Dorfes oder in seinem Umkreis in einer Entfernung bis zu einem Kilometer angetroffen wird. Chania den 13. August 1944. Der Kommandant der Festung Kreta, H. Müller.“
Im September 1944 gab er sein Kommando ab und wurde in die Führerreserve versetzt. Am 13. November 1944 wurde Müller zum Kommandierenden General des XXXIV. Armeekorps ernannt, dessen Führung er bereits am 8. Dezember 1944 im Tausch mit General der Flieger Hellmuth Felmy abgab, um Kommandierender General des LXVIII. Armeekorps zu werden. Dieses führte er auf dem weiteren Rückzug durch den Balkan. Für seine Führungsleistungen wurden ihm am 27. Januar 1945 die Schwerter zum Ritterkreuz mit Eichenlaub verliehen.
Am 30. Januar 1945 löste Müller General der Infanterie Friedrich Hoßbach ab, den in Ungnade gefallenen Oberbefehlshaber der 4. Armee in Ostpreußen. Der damalige Chef des Generalstabes des Heeres, Generaloberst Heinz Guderian, nannte Müller rückblickend „einen in der Front bewährten Mann, der aber noch nie ein höheres Kommando innegehabt hatte.“ Was Hitler mit dieser Personalie, die er mit dem Chef des Heerespersonalamtes General Wilhelm Burgdorf abgesprochen hatte, bezweckte, erklärte General Kurt von Tippelskirch nach dem Krieg:
„Er gehörte zu den von Hitler bevorzugten Generalen, die für die bedingungslose Durchführung aller Befehle bekannt waren, mochten die Folgen für die Truppe sein, wie sie wollten.“
Müller war der einzige von etwa 60 Oberbefehlshabern einer Heeresgruppe und Armee an der Ostfront von 1941 bis 1945, welcher aus einer Sonderlaufbahn, hier längerer Polizeidienst, hervorging.
Nach der Niederlage bei Heilsberg (→ Heilsberger Operation) Ende März 1945 wurde das übergeordnete Heeresgruppenkommando abgezogen. Müllers 4. Armee erhielt den Befehl über alle Kräfte im Raum Ostpreußen inklusive der Festung Königsberg.
Als dort am 6. April der Sturm auf die Stadt einsetzte (→ Schlacht um Königsberg), verbot Müller eine Umgruppierung der Besatzung zum Zweck eines Ausbruchversuches. Müllers Verbände verloren immer weiter an Boden, und Müller wurde nach dem Fall Königsbergs abgelöst.
Ende April 1945 geriet Müller in Schleswig-Holstein in britische Gefangenschaft. Er wurde nach Kriegsende mit der Führung der Armeegruppe Müller in Schleswig-Holstein betraut, die deutsche Kriegsgefangene unter britischer Hoheit betreute.
Müller wurde von Großbritannien an Griechenland ausgeliefert und wegen Kriegsverbrechen auf der Insel Kreta angeklagt. Das griechische Gericht verurteilte ihn zum Tode. Er wurde am 20. Mai 1947 zusammen mit General der Fallschirmtruppe Bruno Bräuer, seinem Vorgänger auf Kreta 1942–1944, erschossen.

## Auszeichnungen
- Eisernes Kreuz (1914) II. und I. Klasse
- Wehrmacht-Dienstauszeichnung IV. bis II. Klasse
- Spange zum Eisernen Kreuz II. und I. Klasse
- Ritterkreuz des Eisernen Kreuzes mit Eichenlaub und Schwertern[6]
  - Ritterkreuz am 22. September 1941
  - Eichenlaub am 8. April 1942 (86. Verleihung)
  - Schwerter am 27. Januar 1945 (128. Verleihung)
- Deutsches Kreuz in Gold am 18. Juni 1943[6]
- Infanteriesturmabzeichen